# Dendrobium lindleyi
Dendrobium lindleyi Steud., 1840 è una pianta della famiglia delle Orchidacee originaria dell'Asia sudorientale.

## Descrizione

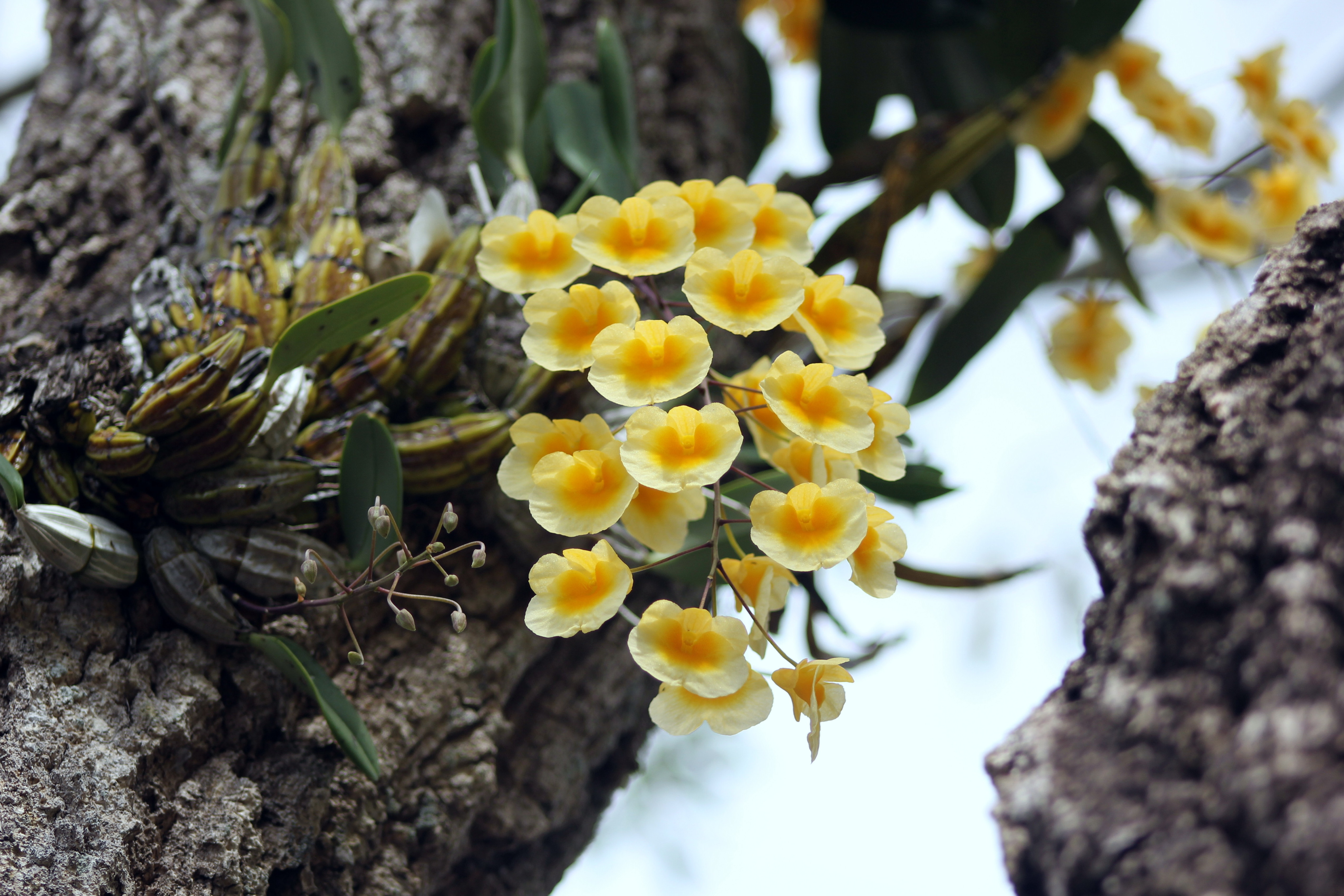
Infiorescenza

È una orchidea epifita di piccola taglia, con steli di forma angolare, a grappolo, addensati verso l'alto, con una base sottile, quasi fusolare. Le foglie sono oblunghe coriacee ad apice ottuso. Fiorisce in inverno-primavera, con racemi ascellari, spesso ricadenti e recenti da 5 a 15 fiori grandi da 2 a 5 centimetri..

## Distribuzione e habitat
È originaria della provincia di Assam in India e delle province cinesi di Guangdong, Guangxi, Guizhou e Hainan, nonché di Laos, Cambogia, e Vietnam; cresce dall'altitudine di 650 metri fino a 1300..

## Coltivazione
Questa specie e la sottospecie var. jenkinsii hanno bisogno di un riposo invernale fresco e asciutto per garantire una ricca rifioritura primaverile.